# Lars Thomas
Lars Thomas (født i 1960) er en dansk zoolog og forfatter, der særligt har arbejdet med kryptozoologi. Han har blandt andet skrevet bøgerne Kan Fisk Drukne? fra 2007, Det mystiske Danmark, samt adskillige quizbøger.

## Uddannelse og karriere
Lars Thomas har cand.scient. i zoologi fra Københavns Universitet i 1986; med speciale i ulkefisks otolither. Han er også Danmarks eneste kryptozoolog og har siddet på et lånt kontor på Zoologisk Museum i København; hvor Bent Jørgensen var udstillingschef. Lars Thomas arbejder også som videnskabelig journalist og har skrevet over 50 bøger, bl.a. om fabeldyr og kryptozoologi.

## Privatliv
Hans kone, Jeanett Rask Thomas, forsvandt sporløst i 2012, og blev et halvt år senere fundet død på en strand i Polen.